# 我們的愛情一言難盡
《我們的愛情一言難盡》（英語：Newness）是一部由德雷克·多瑞馬斯(Drake Doremus)所執導，由尼可拉斯·霍特、萊阿·科斯塔、寇特妮·伊頓、丹尼·休斯頓所領銜主演的2017年美國愛情劇情片。
該片在2017年1月25日的圣丹斯电影节上進行了首映，並在2017年11月3日正式公開上映。

## 概要
在近代的洛杉磯，兩個千禧世代的年輕人透過社交網路的交友軟體認識了彼此，並且開始了一段將他們的情感和生理方面推至某個境界的曖昧關係。
馬丁和蓋比在透過交友軟體認識彼此後，嘗試著認識彼此並且開始交往，但每當寂寥來襲時，他們仍然彼此各自出去尋找自己的樂子。

## 演员表
- 尼古拉斯·霍尔特 饰 Martin Hallock
- 萊阿·科斯塔 饰 Gabriela “Gabi” Silva
- 丹尼·休斯顿 饰 Larry Bejerano
- 寇特妮·伊顿 饰 布莱克·比森
- 马修·葛雷·古博勒 饰 Paul
- 庞·克莱门捷夫 饰 贝瑟尼
- 大卫·塞尔比 饰 Artie Hallock
- 阿曼达·塞拉 饰 Jean “Jeannie” Hallock
- 杰西卡·亨维克 饰 Joanne
- 小阿尔伯特·哈蒙德 饰演 Roland
- Daniel Zovatto 饰 奥伦
- 埃里克·埃德尔斯坦 饰 Angeleno
- Kai Lennox 饰 布雷特·杰克逊
- Esther Perel 饰演她自己
- Maya Stojan 饰 奎因

## 外部連結
- 互联网电影数据库（IMDb）上《我們的愛情一言難盡》的资料（英文）